# Карденас, Хосе Мария
Хосе́ Мари́я Ка́рденас Ло́пес (исп. José María Cárdenas; родился 2 апреля 1985 года в Сакатекасе, Мексика) — мексиканский футболист, вингер.

## Клубная карьера
Карденас воспитанник футбольной академии «Атланте». 24 августа 2005 года в матче против «Сан-Луиса» он дебютировал в мексиканской Примере. В своем первом сезоне он 9 раз вышел на поле, не забив ни одного гола. В Клаусуре 2006 тренер чаще ставил Хосе Марию в состав и полузащитник помог команде выйти в стадию плей-офф чемпионата. 25 марта 2006 года в поединке против «Эстудиантес Текос» Карденас забил свой первый мяч за клуб. Сезон Аперьуры 2006 он провел на правах аренды в «Леоне», выступающем в Лиге Ассенсо. В 2007 году Карденас в составе «Атланте» стал чемпионом Апертуры.
Летом 2008 года Хосе Мария перешёл в «Пачуку». 27 августа 2008 года в матче против «УАНЛ Тигрес» он дебютировал за новую команду. 3 августа в поединке против «Сан-Луиса» Карденас забил свой первый мяч за «Пачуку». Он быстро завоевал место в основном составе, а в сезоне Клаусуры 2009 помог команде завоевать серебро Примеры.
Летом 2009 года Карденас перешёл в «Сантос Лагуна». 3 августа в матче против «Индиос» он дебютировал за новый клуб. 3 октября 2010 года в поединке против «Толуки» Хосе Мария забил свой первый мяч. В составе «Сантоса» Карденас трижды становился вице-чемпионом Мексики.
Зимой 2012 года Карденас перешёл в столичную «Америку». 12 февраля в матче против «Атласа» он дебютировал в новом клубе. В новой команде Хосе Мария не часто попадал в состав, поэтому зимой 2013 года он перешёл в «Монаркас Морелия». 5 января в матче против «Крус Асуль» Карденас сыграл свой первый матч за «монархов». В начале 2014 года он вернулся в «Леон».
Летом 2015 года Карденас перешёл в «Тихуану». 26 июля в матче против «Пачуки» он дебютировал за новую команду, заменив во втором тайме Дайро Морено.

## Международная карьера
11 марта 2009 года в товарищеском матче против сборной Боливии Карденас дебютировал за сборную Мексики. В этом же матче он забил свой первый гол за национальную команду. В том же году он был включен в заявку сборной на участие в Золотом Кубке КОНКАКАФ. Мексиканцы выиграли турнир, но Хосе Мария не сыграл ни минуты.
В 2013 году Карденас во второй раз попал в заявку сборной на Золотой кубок КОНКАКАФ. На турнире он сыграл в поединке против сборной Тринидада и Тобаго.

### Голы за сборную Мексики
| #   | Дата          | Место                                      | Противник | Результат | Счёт | Соревнование      |
| --- | ------------- | ------------------------------------------ | --------- | --------- | ---- | ----------------- |
| 01. | 11 марта 2009 | Дикс Спортинг Гудс Парк, Коммерс-Сити, США | Боливия   | 5:1       | 5:1  | Товарищеский матч |

## Достижения
Командные
 «Атланте»
- Чемпионат Мексики по футболу — Аперутра 2007

Международные
 Мексика
- Золотой кубок КОНКАКАФ — 2009